# Demokratiskt forum för tyskar i Rumänien
Demokratiskt forum för tyskar i Rumänien (tyska: Demokratisches Forum der Deutschen in Rumänien, DFDR, rumänska: Forumul Democrat al Germanilor din România, förkortat Forumul German eller FDGR) är ett rumänskt politiskt mittenparti med syfte att arbeta för den tyska minoritetens intressen i Rumänien. Partiet grundade 1989, strax efter rumänska revolutionen.
FDGR är representerade i deputeradekammaren med ett mandat som innehas av Ovidiu Ganț.
Klaus Iohannis, som numera är partiledare för Nationalliberala partiet och Rumäniens president sedan 2014 var tidigare partiledare för FDGR. Under denna tid var han även borgmästare i Sibiu